# John Lennon/Plastic Ono Band
John Lennon/Plastic Ono Band je debutové sólové studiové album britského rockového zpěváka a skladatele Johna Lennona. Album bylo nahráno u vydavatelství Apple Records a vydáno 11. prosince 1970. V roce 2012 bylo album vyhlášeno jako 23. nejlepší hudební album vůbec v Rolling Stone - 500 nejlepších alb všech dob.

## O albu
Toto album je debutové sólové studiové album Johna Lennona po jeho kariéře ve skupině Beatles a následně vydaných třech experimentálních albech s Yoko Ono a jednom koncertním albu. Během nahrávání tohoto alba současně vzniklo i album Yoko Ono s názvem Yoko Ono/Plastic Ono Band, které bylo vydáno také 11. prosince 1970.
Album bylo nahráno v Anglii, převážně v Abbey Road Studios v Londýně, a to mezi 26. zářím a 27. říjnem 1970. Na nahrávání se mimo Lennona a Yoko Ono ještě podíleli Klaus Voormann, Ringo Starr, Phil Spector a Billy Preston.

## Seznam skladeb

### Strana A
1. „Mother“ - 5:34
2. „Hold On“ - 1:52
3. „I Found Out“ - 3:37
4. „Working Class Hero“ - 3:48
5. „Isolation“ - 2:51

### Strana B
1. „Remember“ - 4:33
2. „Love“ - 3:21
3. „Well Well Well“ - 5:59
4. „Look at Me“ - 2:53
5. „God“ - 4:09
6. „My Mummy's Dead“ - 0:49

## Obsazení
- John Lennon – zpěv, kytara, klavír, varhany
- Ringo Starr – bicí
- Klaus Voormann – baskytara
- Phil Spector – klavír
- Billy Preston – klavír
- Yoko Ono
- Mal Evans

## Mezinárodní žebříčky
| Země             | Umístění |
| ---------------- | -------- |
| Austrálie        | 3        |
| Kanada           | 2        |
| Západní Německo  | 39       |
| Nizozemí         | 1        |
| Norsko           | 4        |
| UK Albums Chart  | 8        |
| US Billboard 200 | 6        |